# Ерик Дрекслер
Ким Ерик Дрекслер (енгл. Kim Eric Drexler; Аламида, 25. април 1955) је амерички инжењер познат по популаризацији молекуларне нанотехнологије седамдесетих и осамдесетих година двадесетог века.